# Magyarmajdány
Magyarmajdány (szerbül Мајдан / Majdan) Törökkanizsa községhez tartozó település Szerbiában, a Vajdaságban, az Észak-bánsági körzetben. Közigazgatásilag hozzá tartozik a szomszédos Rábé is.

## Fekvése
A magyar-román-szerb hármashatártól délre, Törökkanizsától északkeletre fekvő település.

## Története

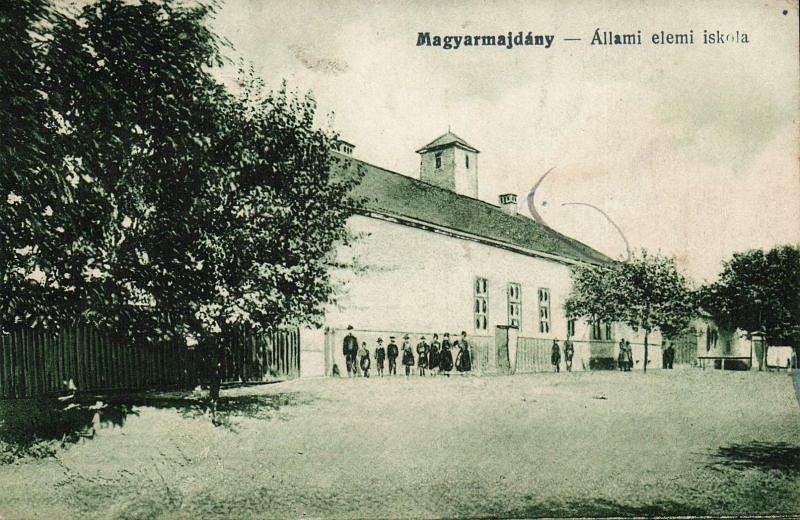
A magyarmajdányi Állami általános iskola 1900. körül

Magyarmajdány Árpád-kori település. Helyén a középkorban Oroszlámos, vagy mint eleinte nevezték Oroszlámos-monostora állt. Egykor Oroszlámos részeként említették, a település alapítója a Csanád nemzetségbeli Oroszlámos volt.
1247-ben Kelemenös bán fiának, Pongrác ispánnak itt egy jobbágytelke volt.
Oroszlámos monostoráról a Csanád nemzetség 1256. évi osztálylevele, mint fennállóról emlékezett meg. E monostor volt egyúttal a Csanád nemzetség temetkező helye is. Valószínű, hogy 1280-ban a kunok pusztították el.
1337-ben a Csanád nemzetség tagjai, a Makófalviak és a Thelegdyek Oroszlámost kettéosztották egymás közt; a birtok úttól nyugatra eső fele a Makófalviaké, míg az attól keletre eső rész a Telegdieké lett, és ebből alakult ki később Magyarmajdány település, Oroszlámosmonostort azonban az egész nemzetség közös birtokának hagyták.
A monostor elpusztulása után azonban 1337. június 11-én Oroszlámost is felosztották. A Thelegdyek kapták a keleti részét, a Makófalviak a nyugatit.
1360-ban a Thelegdy-rész Miklós főispán fiaié Györgyé és Miklósé lett. A Thelegdyek azonban lassanként eladogatták itteni birtokaikat, így a 16. század elején már csak Thelegdy Istvánnak voltak itt részei,  amelyekre 1508 május 22-én királyi megerősítő levelet eszközölt ki.
1536-ban még jelentékeny helység volt; Oláh Miklós a vidék legnevezetesebb falvai között sorolta fel. Ekkoriban épült fel kőfalakkal megerősített kastélya is, melynek nyomai Magyarmajdány község temetőjében és környékén az 1900-as évek elején még láthatók voltak.
1550. szeptemberében a települést a törökök ellenállás nélkül birtokukba kerítették, és átadták Petrovics Péternek, aki ide őrséget helyezett. Néhány hét múlva Varkocs Tamás kiverte innen Petrovics embereit, de az erőd nem sokáig lehetett Ferdinánd birtokában, mert 1557-1558-ban már a temesvári vilajetba tartozott s ekkor a temesvári defterdár 45 magyar családfőt írt itt össze.
1559-ben földesurai János Zsigmondhoz pártoltak, ezért I. Ferdinánd megfosztotta őket itteni birtokaiktól és azokat az 1559-1560. között többeknek eladományozta, 1561-ben Kerecsényi László is kapott itt egy részt, aki azonban az egészet, mely ekkor városként szerepelt, Gyula vára számára foglalta el.
1562-ben a város egy része Osztopáni Balassa Bálint birtokába jutott, de a Thelegdy család még 1568-1570-ben is fenntartotta jogát e birtokra.
1582-ben a török hódoltság alatt még 9 magyar pásztorember lakta. Mikor a magyarság innen kiveszett, szerbek telepedtek le a  helyükre.
1647-ben Voxith-Horváth István, Petőfalvi Pető és Ladányi Ferenc nyertek rá adománylevet.
A település a 17. század végén elpusztult, de csakhamar új települők  szállták meg és a helység régi magyar neve helyett a török Majdán név terjedt el, mely piacot jelent. A lakosok azonban nem  voltak megelégedve helyzetükkel, 1748-ban lejjebb akartak költözködni.
1773-ban a csanádi tiszttartói hivatal Magyarmajdányba dohánytermelő magyarokat telepített a Kunságból, Szegedről és Hódmezővásárhelyről. A bébi uradalommal együtt azután Batthyány Ignác erdélyi püspök birtokába került.
1882-ben gróf Batthyány József a dézsmatized és a szolgálmányok megváltását követelte a községtől, amit azonban a lakosok megtagadtak. Ebből hosszú per keletkezett, mely után a lakosokat mintegy 180.000 forint megfizetésére kötelezték.
A 20. század elején Torontál vármegye Törökkanizsai járásához tartozott.
1910-ben 758 lakosából 747 volt magyar. Ebből 732 római katolikus, 9 református, 8 görögkeleti ortodox volt.

## Népesség

### Demográfiai változások
| 1948 | 1953 | 1961 | 1971 | 1981 | 1991 | 2002 | 2011 |
| ---- | ---- | ---- | ---- | ---- | ---- | ---- | ---- |
| 747  | 824  | 717  | 624  | 451  | 387  | 292  | 210  |